# اچ‌جی‌تی‌وی
اچ‌جی‌تی‌وی (انگلیسی: HGTV) یک شبکه تلویزیون پولی متعلق به برادران وارنر دیسکاوری است که اغلب برنامه‌هایی دربارهٔ املاک و بازسازی و نوسازی خانه پخش می‌کند.

## تاریخچه
کنت دبلیو لو (در آن زمان یکی از مدیران رادیویی با شرکت ای دبلیو اسکریپس و متعاقباً مدیر اجرایی Scripps Networks Interactive) مفهوم HGTV را در سال 1992 تصور کرد. یک شرکت تولید ویدئوی کوچک در ناکسویل، به عنوان پایگاه و مرکز تولید شبکه جدید. لو این کانال را با سوزان پاکارد تأسیس کرد.
Cinetel تبدیل به Scripps Productions شد، اما تولید بیش از 30 برنامه به طور همزمان را دلهره آور یافت. این سازمان، اد اسپری، مدیر سابق تلویزیون CBS را به خدمت گرفت، که سیستم تولید (تقریباً همه) برنامه ها را از طریق خانه های تولید مستقل در سراسر ایالات متحده اجرا کرد. برتون جابلین، به عنوان معاون برنامه‌نویسی، لحن را تعیین کرد و بر تولید سری اولیه نظارت داشت. حدود 90 درصد از برنامه‌های این کانال شامل تولیدات اصلی در زمان راه‌اندازی می‌شد، با ده درصد مجوز و پخش مجدد از کانال‌های کانادایی، PBS و دیگر منابع.
این کانال در 30 دسامبر 1994 با استفاده از حق امتیازهای کابلی محلی Scripps (از زمان واگذاری)، کمیسیون ارتباطات فدرال "باید" مقررات ایستگاه های تلویزیونی بازار متوسط اسکریپس و سایر اپراتورهای تلویزیونی کوچک را برای به دست آوردن حمل کابلی انجام دهد. از ابتدا بدون تغییر، ساخت و بازسازی خانه، محوطه سازی و باغبانی، تزئینات و طراحی و صنایع دستی و سرگرمی ها بودند.
آرم HGTV از 30 دسامبر 1994 تا 28 فوریه 2010 استفاده شد.
در طول توسعه، کانال در ابتدا کانال خانه، چمن و باغ نامگذاری شد. این نام بعدا کوتاه شد و یک لوگو ایجاد شد. این شبکه با کارکنان اسکلتی شروع به کار کرد، اما با پذیرش تدریجی سایر اپراتورهای کابلی، اکنون به 94 میلیون خانوار در ایالات متحده رسیده است و یا شبکه های شریک یا منافع شبکه در سایر نقاط بین المللی دارد. اکنون به سادگی به عنوان "HGTV" شناخته می شود. نام کامل کانال بدون تاکید است.
در جولای 2008، شرکت E.W. Scripps کانال و سایر کانال‌های کابلی Scripps و ویژگی‌های مبتنی بر وب را به یک شرکت جداگانه به نام Scripps Networks Interactive تقسیم کرد. E.W. Scripps پخش تلویزیونی و اموال روزنامه به عنوان بخشی از شرکت اصلی باقی می ماند.
در دسامبر 2011، این کانال شروع به پخش تمام برنامه های خود در قالب نسبت ابعاد 16:9 در کانال تعریف استاندارد اولیه خود کرد.[4] این امر منجر به نمایان شدن نوارهای سیاه در بالا و پایین صفحه نمایش در تلویزیون هایی با نسبت تصویر 4:3 می شود. کانال با کیفیت بالای آن، برنامه‌های کانال را با نسبت ابعاد اصلی خود نمایش می‌دهد.
در 6 مارس 2018، Discovery Communications ادغام خود را با Scripps Networks Interactive تکمیل کرد و کنترل HGTV، Food Network و Travel Channel را به عهده گرفت.